# Corynorhinus townsendii
Corynorhinus townsendii es una especie de murciélago de la familia Vespertilionidae. Se encuentra en Canadá, los Estados Unidos y México.

## Subespecies
Se reconocen las siguientes subespecies:
- Corynorhinus townsendii australis Handley, 1955
- Corynorhinus townsendii ingens Handley, 1955
- Corynorhinus townsendii pallescens Miller, 1897
- Corynorhinus townsendii townsendii (Cooper, 1837)
- Corynorhinus townsendii virginianus Handley, 1955